# Museu Ambiência Casa de Pedra
O Museu Ambiência Casa de Pedra é um museu instalado em uma casa histórica da cidade de Caxias do Sul, no Brasil. Localiza-se à rua Matteo Gianella, 531.

## Acervo
O museu é dedicado à reconstituição do modo de vida doméstico dos inícios da colonização italiana na cidade. Possui um pequeno mas interessante acervo de peças doadas pela comunidade, datando de fins do século XIX até início do século XX, incluindo uma variedade de utensílios domésticos, mobiliário, peças de vestuário e de artes manuais como colchas bordadas e toalhas de crochet, algumas estampas com iconografia sacra, instrumentos agrícolas primitivos e outros da indústria caseira, como rocas e teares manuais.
Entretanto, o maior atrativo do museu é a própria casa, conhecida popularmente como a Casa de Pedra, o único remanescente em seu gênero no perímetro urbano de Caxias do Sul, e por isso do mais alto valor histórico. Foi construída no final do século XIX pelo imigrante Giuseppe Lucchese e seus filhos, no local então chamado de 9ª Légua. Em 1918 passou para a família Brunetta, e entre 1947 e 1974 pertenceu à família Tomazzoni.
Além de residência foi usada como armazém, ferraria, celeiro e abatedouro de suínos. Desapropriada em 1974, foi transformada em museu em 1975, inaugurado em 14 de fevereiro. Foi restaurada em 2001 e tombada pela municipalidade em 30 de junho de 2003.
A casa é construída quase em sua totalidade de pedras basálticas rejuntadas com barro, com aberturas de pinho fixadas em tijolos artesanais. No primeiro pavimento encontram-se uma sala e a cozinha, e um forno para pão do lado externo. O pavimento superior era o antigo dormitório.

## Galeria

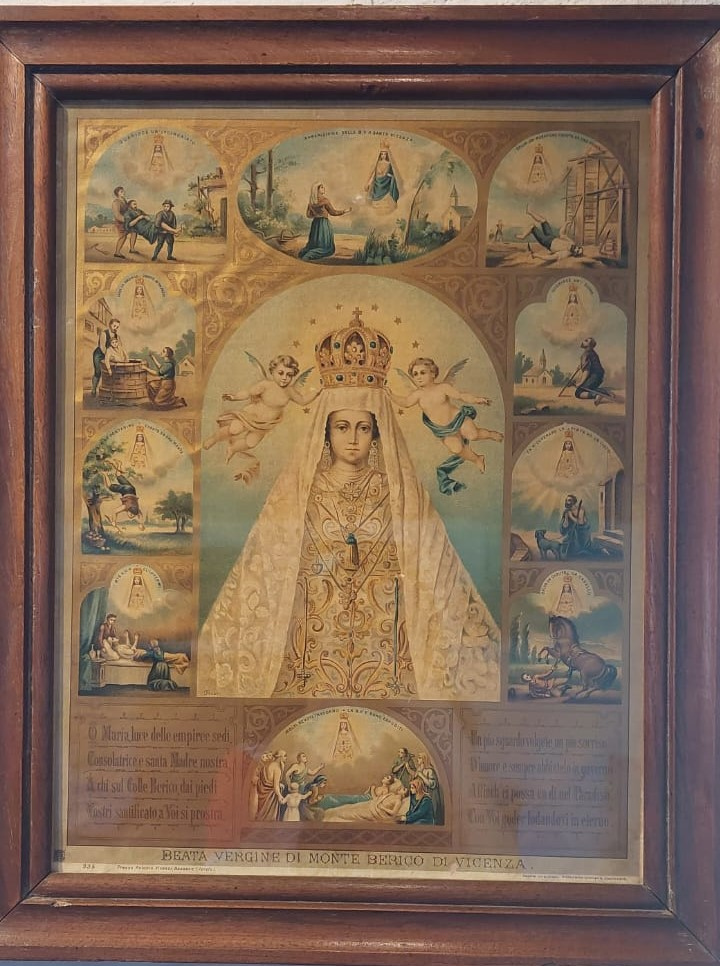
Quadro Nossa Senhora de Monte Bérico no segundo andar do Museu
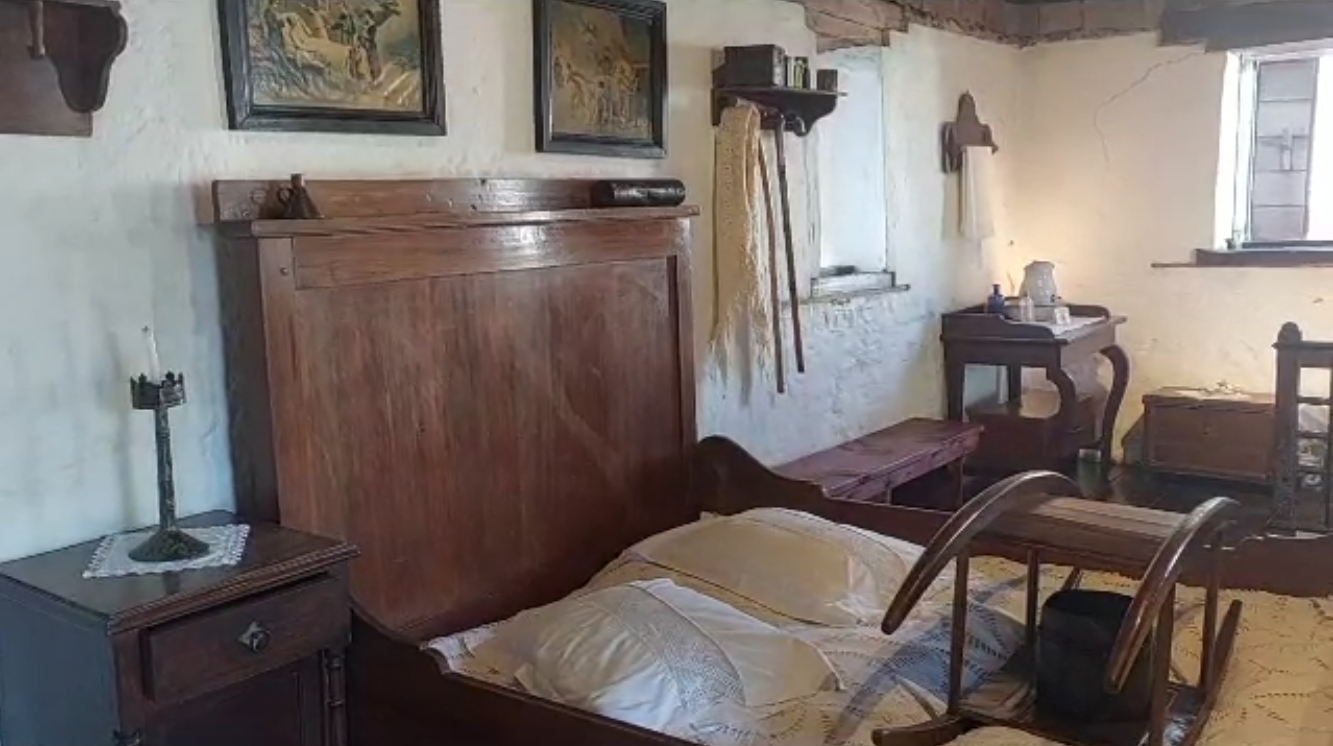
Aspecto do quarto no segundo piso do Museu.
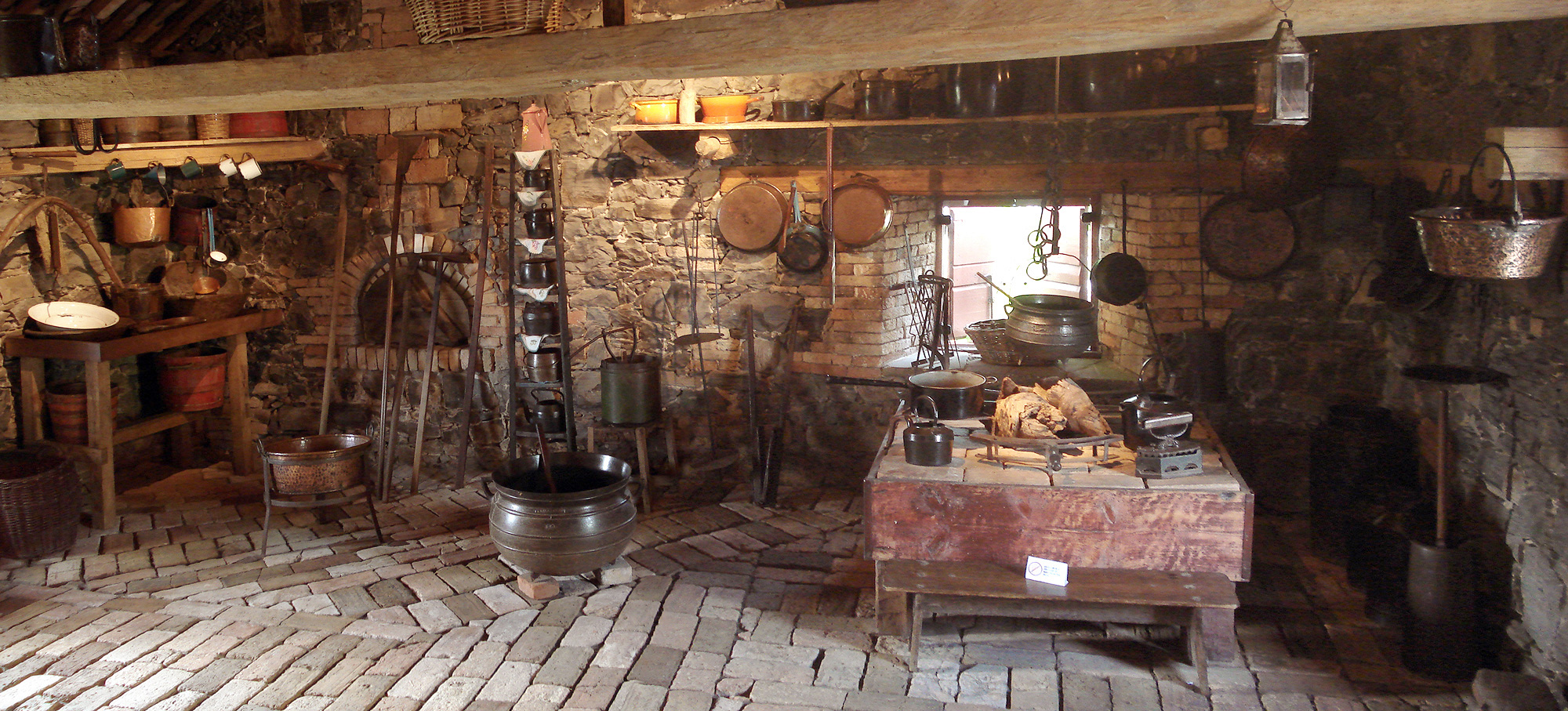
Aspecto da cozinha no Museu.